# Вълко Василев
Вълко Василев Василев е български военен деец, генерал-майор, командвал 19-и пехотен шуменски полк през Балканска война (1912 – 1913), 2-ра бригада от 1-ва пехотна софийска дивизия и 7-а пехотна рилска дивизия през Първата световна война (1915 – 1918).

## Биография
Вълко Василев е роден на 14 юли 1862 г. в Харманли, Османска империя. На 17 октомври 1880 постъпва на военна служба и на 30 август 1883 завършва Военното на Негово Княжеско Височество училище в София, на 30 август е произведен в чин подпоручик и зачислен в Ловчанска № 13 пеша дружина.

### Сръбско-българска война (1885)
През Сръбско-българската война (1885) е командир на 6-а рота от 4-ти пехотен плевенски полк.
На 24 март 1886 г. е произведен в чин поручик, през 1888 в чин капитан, през 1899 в чин майор, а през 1904 г. в чин подполковник. През 1900 г. е назначен за командир на дружина в 24-ти черноморски полк, а през 1903, за командир на 4-ти резервен полк. През 1909 г. е назначен за помощни-командир на 18-и етърски полк, а през 1911 за командир на 19-и пехотен шуменски полк. През 1910 г. е произведен в чин полковник.

### Балканска война (1912 – 1913)
През Балканска война (1912 – 1913) полковник Василев командва 19-и пехотен шуменски полк, който е от състава на 1-ва бригада от 4-та пехотна преславска дивизия (3-та армия).

### Първа световна война (1915 – 1918)
През Първата световна война (1915 – 1918) командва 2-ра бригада от 1-ва пехотна софийска дивизия, след което е назначен за командир на 7-а пехотна рилска дивизия, която в състава на 2-ра армия воюва на Македонския фронт. През 1916 г. е произведен в чин генерал-майор. През 1916/1917 г. излиза в запаса и остава като офицер за поръчки в Министерството на войната.
По време на военната си кариера служи и ви 10-и пехотен родопски полк.

## Военни звания
- Подпоручик (30 август 1883)
- Поручик (24 март 1886)
- Капитан (1888)
- Майор (1899)
- Подполковник (1904)
- Полковник (1910)
- Генерал-майор (1916)

## Награди
- Военен орден „За храброст“ III и IV степен 2 клас
- Княжеский орден „Св. Александър“ V степен
- Княжеский орден „Св. Александър“ III степен с мечове по средата
- Народен орден „За военна заслуга“ V степен на обикновена лента
- Орден „За заслуга“ на обикновена лента